# Trypetomima pluchripennis
Trypetomima pluchripennis är en tvåvingeart som beskrevs av Meijere 1916. Trypetomima pluchripennis ingår i släktet Trypetomima och familjen vattenflugor. Inga underarter finns listade i Catalogue of Life.